# 周水子街道
周水子街道，是中华人民共和国辽宁省大連市甘井子區下辖的一个乡镇级行政单位。

## 行政区划
周水子街道下辖以下地区：
周东社区、周发社区、周兴社区、周西社区、周南社区、周盛社区、周顺社区、周水子社区、周北社区、周强社区、亿达社区、绿洲社区、鹏辉社区和星加坡社区。